# Fasih Chafi
Fasih Chafi (ur. 1375 na terenie Chorasanu, zm. 1442 w Heracie) – perski historyk, poeta i mąż stanu, jeden z przedstawicieli nadwornych historiografów za czasów panowania Timurydów. 
Urodzony w szahrestanie Chaf, wychowywał się i uzyskał wykształcenie w Heracie. Jego matka pochodziła z rodziny ghaznawidzkiego wezyra Abu Nasra Miszkana, a ojciec i syn jej dziadka służyli u Kartów. Fasih służył na dworze Szahrucha, następnie zaś na dworze jego syna Bajsunkura, piastując wysokie stanowiska. Jest znany z jedynego dzieła pt. „Modżmal-e Fasihi”, gdzie m.in. przedstawił ważne wydarzenia, związane z panowaniem Tamerlana i historią Timurydów. Kopie tego dzieła przechowuje się w Tabrizie, Londynie, Petersburgu, Tbilisi i innych miastach.

## Dzieło
- Fasih Chafi, Ahmad b. Jalal ad-Din. Moğmal-e Fasihi. Ed. Mohammad Farroch. 3 vol. Maszhad: Bastan, 1339/1960.